# Ron Wright
Ronald Jack Wright, detto Ron (Jacksonville, 8 aprile 1953 – Dallas, 8 febbraio 2021), è stato un politico statunitense, membro della Camera dei Rappresentanti per lo stato del Texas dal 2019 al 2021.

## Biografia
Nato e cresciuto nel Texas, Wright studiò all'Università del Texas ad Austin e successivamente lavorò come imprenditore.
Membro del Partito Repubblicano, nel 2000 vinse un seggio all'interno del consiglio comunale di Arlington, dove rimase per i successivi otto anni e dove rivestì anche la carica di sindaco pro-tempore. Fu inoltre collaboratore del deputato Joe Barton ed esattore delle tasse nella contea di Tarrant.
Nel 2018, quando Barton lasciò la Camera dei Rappresentanti in seguito ad uno scandalo, Wright si candidò per il suo seggio e venne eletto deputato.
Affetto da un tumore polmonare che gli era stato diagnosticato nel 2019, e successivamente colpito dal COVID-19, è deceduto nel febbraio 2021 all'età di 67 anni.